# Nyáry Ernő
Bedeghi és berencsi gróf Nyáry Ernő Károly Albert (Ernest Nyary) (Turócszentpéter, 1906. augusztus 30. – Avon, 1987. augusztus 18.) karmelita szerzetes, bagdadi latin érsek.

A bedegi Nyáry család grófi címere

## Pályafutása
A bedeghi és berencsi gróf Nyáry család sarja. Szülei gróf Nyáry Károly (1880–1935) és galánthai báró Fekete Magdolna (1885-1961) voltak. Apai nagyszülei gróf Nyáry Kálmán (1838-1914) és Ernestina Czadersky von Dobroslavic (1846-1906) voltak. Unokahúga gróf Nyáry Éva (1946) festőművész, a Jeruzsálemi Szent Lázár Lovagrend nagyperjel asszonya, a Magyar Történelmi Családok Egyesülete (MTCSE) tagja.
Középiskoláit Nagyszombatban, Pécsett és Vácott végezte, majd a bécsi Külkereskedelmi Főiskolát végezte el. Könnyen és jól beszélt magyarul.
1928–1930-ban a csehszlovák hadseregben volt sorkatona, a tüzér tisztiiskolát is elvégezte. Rövid ideig Párizsban egy kereskedelmi vállalat alkalmazottjaként dolgozott.
Konnersreuthban tanácsot kért Neumann Teréztől, aki nem javasolta belépését a Jézus Társaságba. Az innsbrucki szemináriumban lett kispap, 1937-ben szentelték pappá. 1932-ben belépett a karmelita rendbe és az avoni rendházban élt, ahol 1939-től házfőnök volt. A német megszállás alatt is Avonban maradt, kolostora a francia ellenállás egyik bázisa, a nácik elől menekülő zsidó gyerekek búvóhelye volt. XII. Piusz 1954-ben kinevezte a bagdadi misszió élére.

### Püspöki pályafutása
VI. Pál 1971-ben bagdadi apostoli kormányzóvá, 1972-ben bagdadi latin érsekké nevezte ki, ahol templomot, zárdát, püspöki palotát építtetett, és megszervezte a katolikus oktatást. 1983-ban vonult nyugállományba.
1986-ban megkapta a francia Becsületrend lovagi fokozatát.